# 1067년

## 연호
- 북송(北宋) 치평(治平) 4년
- 요(遼) 함옹(咸雍) 3년
- 일본(日本) 지랴쿠(治暦) 3년
- 서하(西夏) 공화(拱化) 5년 / 건도(乾道) 원년
- 리 왕조(李朝) 롱쯔엉티엔뜨(龍彰天嗣) 2년

## 기년
- 고려(高麗) 문종(文宗) 21년
- 북송(北宋) 영종(英宗) 4년
- 요(遼) 도종(道宗) 13년
- 서하(西夏) 의종(毅宗) 19년 / 혜종(惠宗) 원년
- 리 왕조(李朝) 성종(聖宗) 14년

## 사건
- 불교를 장려하여 흥왕사(興王寺)를 세웠고, 자신의 아들을 부처에게 바치겠다고 하고 태자 왕후(王煦)를 출가시켜 승려가 되게 하니 그가 바로 대각국사 의천이다.